# Wilhelm von Knobelsdorff (General, 1825)

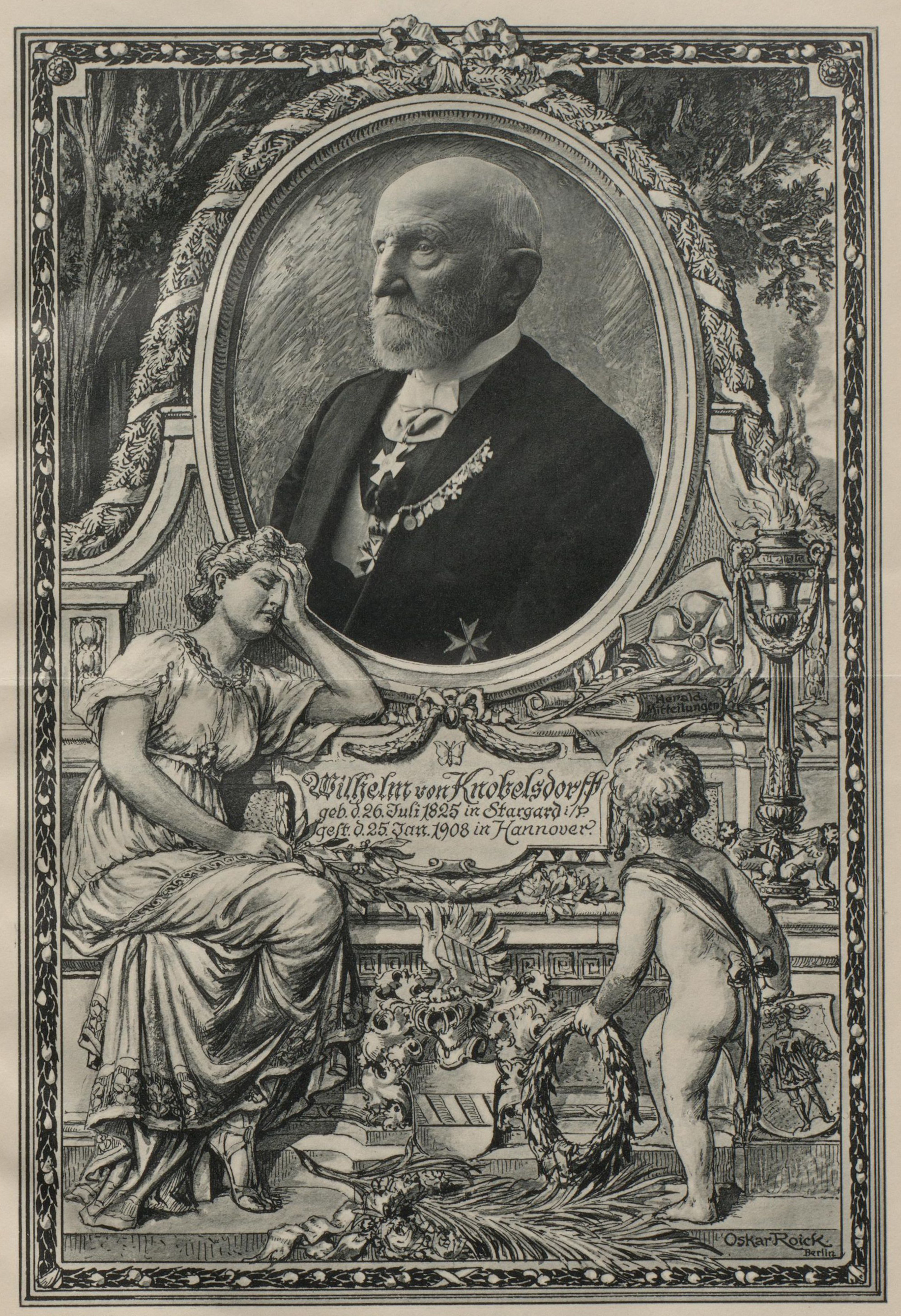
Schmuckblatt von Oskar Roick zum Tode von Wilhelm von Knobelsdorff, 1908

Wilhelm Karl Adolf Kurt von Knobelsdorff (* 26. Juli 1825 in Stargard; † 25. Januar 1908 in Hannover) war ein preußischer Generalmajor und Genealoge. 

## Leben

### Herkunft

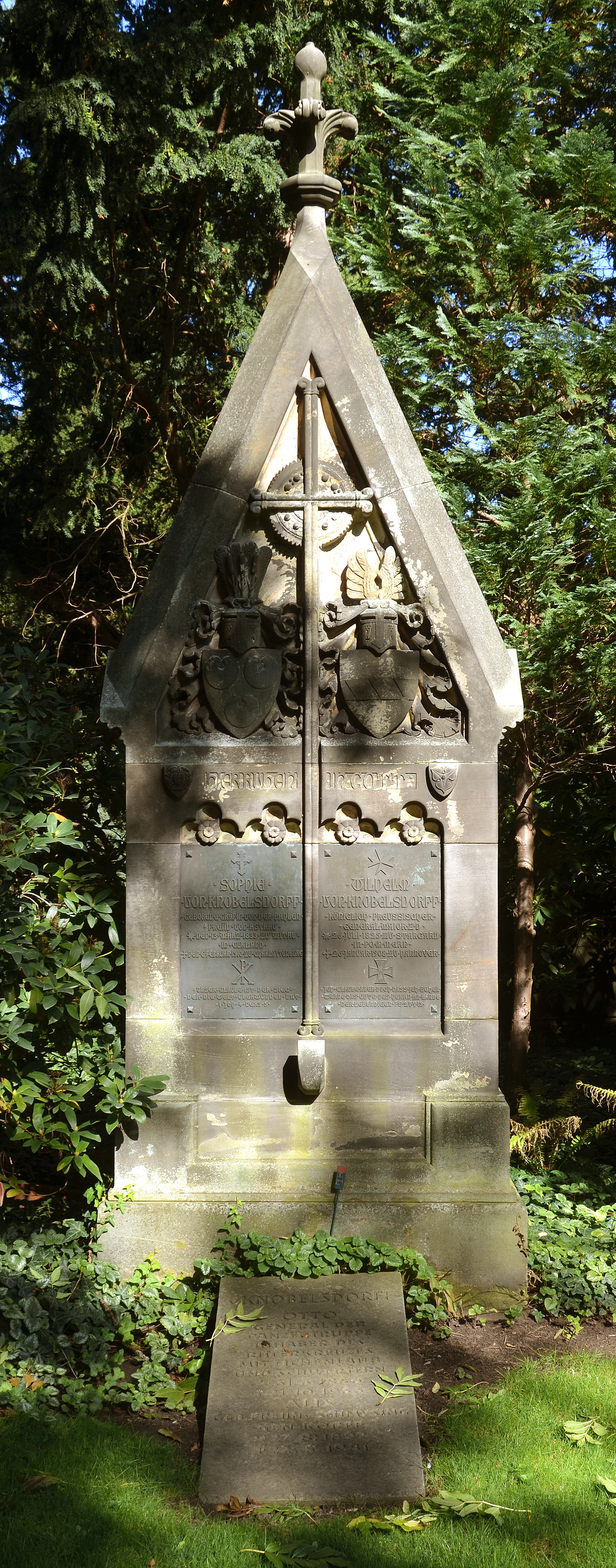
Grabmal der Ehepaare Wilhelm und Sophie von Knobelsdorff, geborene Gräfin von der Pahlen, Freiin von Astrau sowie Otto und Alix von Knobelsdorff, geborene Freiin von Schmysing genannt Korff; Stadtfriedhof Engesohde, Hannover

Er entstammte dem Adelsgeschlecht von Knobelsdorff und war der Sohn des preußischen Oberst a. D. Karl Wilhelm Ernst von Knobelsdorff (1792–1877) und dessen Ehefrau Klara, geborene Müllner (1805–1883), eine Tochter des Dichterjuristen Adolf Müllner.

### Militärkarriere
Knobelsdorff besuchte die Gymnasien in Leobschütz und Liegnitz. Am 26. Juli 1842 wurde er als Musketier im Garde-Reserve-Infanterie-Regiment der Preußischen Armee angestellt. Hier avancierte er am 14. September 1843 zum Sekondeleutnant und absolvierte ab 15. Oktober 1847 die Allgemeine Kriegsschule. Seine Ausbildung musste Knobelsdorff aufgrund der revolutionären Unruhen unterbrechen. Er beteiligte sich mit seinem Regiment zunächst an der Niederschlagung der Unruhen in Berlin und kam im Gefecht bei Kirchheimbolanden zum Einsatz. Während des Feldzuges in Baden wurde Knobelsdorff bei der Belagerung von Rastatt verwundet. Ab 15. Oktober 1850 setzte er seine Ausbildung an der Allgemeinen Kriegsschule fort, die er Anfang August 1852 mit einem sehr guten Zeugnis abschloss. Nach Verwendungen im Truppendienst und der Beförderung zum Premierleutnant wurde er am 1. März 1858 aufgrund seiner guten Ergebnisse an der Allgemeinen Kriegsschule für ein Jahr zur kriegsgeschichtlichen Abteilung des Großen Generalstabes kommandiert.
Als Hauptmann und Kompaniechef im Garde-Füsilier-Regiment nahm Knobelsdorff 1866 während des Krieges gegen Österreich am Gefecht bei Soor teil und wurde dabei durch einen Schuss in den linken Unterarm verwundet. Für seine Leistungen erhielt er den Roten Adlerorden IV. Klasse mit Schwertern. Nach dem Krieg stieg Knobelsdorff am 30. Oktober 1866 zum Major auf und wurde am 22. März 1868 als Kommandeur des I. Bataillons im Ostpreußische Füsilier-Regiment Nr. 33 nach Köln versetzt. In dieser Eigenschaft kämpfte Knobelsdorff während des Krieges gegen Frankreich in der Schlacht bei Gravelotte und wurde dabei durch einen Schuss durch den rechten Ellenbogen so schwer verwundet, dass er an weiteren Kampfhandlungen nicht teilnehmen konnte. Seine Leistungen wurden durch die Verleihung des Eisernen Kreuzes II. Klasse gewürdigt.
Anlässlich der Kaiserproklamation wurde Knobelsdorff am 18. Januar 1871 Oberstleutnant. Zwei Jahre später ernannte man ihn zum Kommandeur des in Königsberg stationierten Grenadier-Regiments „Kronprinz“ (1. Ostpreußisches) Nr. 1 und er avancierte am 22. März 1873 zum Oberst. Am 24. Juni 1874 wurde Knobelsdorff Rechtsritter des Johanniterordens und anlässlich des Ordensfestes erhielt er am 18. Januar 1876 den Roten Adlerorden III. Klasse mit Schwertern und Schleife am Ringe. Mit der Berechtigung zum Tragen der Uniform seines Regiments wurde Knobelsdorff am 12. Februar 1876 mit der gesetzlichen Pension zur Disposition gestellt.
Am 1. Juni 1885 wurde Knobelsdorff noch der Charakter als Generalmajor verliehen. Außerdem erhielt er am 18. Januar 1900 den Kronenorden II. Klasse.

### Heraldik
Bereits während seiner aktiven Dienstzeit hatte sich Knobelsdorff als Autor und Heraldiker betätigt. Seit den 1850er Jahren publizierte er bei der Buchdruckerei Gustav Lange in Berlin zur Geschichte seines Geschlechtes bis zurück in die Ur- und die Wanderungen in der Frühgeschichte.

### Familie
Knobelsdorff hatte sich am 28. Mai 1863 in Berlin mit Karoline Dorothea Sophie Gräfin von der Pahlen, Freiin von Astrau (* 13. März 1833 in Mitau; † 6. Februar 1910 in Charlottenburg) aus dem Hause Weitenfeld verheiratet. Beide sind auf dem Stadtfriedhof Engesohde in Hannover bestattet. Aus der Ehe ging der Sohn Hans (1866–1947) hervor, der wie sein Vater eine Offizierslaufbahn in der Preußischen Armee einschlug und es bis zum Generalmajor brachte.

## Schriften
- Zur Geschichte der Familie von Knobelsdorff. Als Maschinenschrift auf Kosten der Familie gedruckt, Berlin: Buchdruckerei Gustav Lange:
  - Heft 1–5, erschienen im Zeitraum von 1855 bis 1859.
    - online über die Deutsche Digitale Bibliothek

  - Heft 1: Vor- und Urgeschichte, die Wanderzeit die Knobelsdorffschen Geschlechts. 1870
- Georg Wenceslaus von Knobelsdorff der Baumeister und Freund Friedrichs des Großen. Riegel, Berlin 1861.
- Die Stammtafeln des Geschlechtes derer von Knobelsdorff. Berlin 1876.
- Das von Knobelsdorff'sche Geschlecht in Stammtafeln von der ältesten bis auf die neueste Zeit von Wilhelm von Knobelsdorff. Buchdruckerei von Gustav Lange, Berlin 1876.[2]
- Die deutschen Feldzeichen und Fahnen von der Urzeit bis zur Gegenwart. Vortrag des Generalmajors z. D. von Knobelsdorff, gehalten in der Sitzung des „Historischen Vereins für Niedersachsen“ zu Hannover am 2. März 1896, Hannoversche Post. Hannover 1896.
  - Beilage der Heraldischen Mitteilungen des Heraldischen Vereins „Zum Kleeblatt“ von 1896 mit dem Untertitel … ein Vortrag mit Zeichnungsbeilage, welche freundlichst gestiftet wurde, als der Text bereits abgezogen war. Der Leser wird sich ohne Mühe zurechtfinden